# Comunitat de municipis del País Fouesnantais
La Comunitat de municipis del País Fouesnantais (en bretó Kumuniezh kumunioù Bro Fouenant) és una estructura intercomunal francesa, situada al departament del Finisterre a la regió Bretanya, al País de Cornualla. Té una extensió de 130,25 kilòmetres quadrats i una població de 26.263 habitants (2006).

## Composició
Agrupa 7 comunes :
1. Bénodet
2. Clohars-Fouesnant
3. La Forêt-Fouesnant
4. Fouesnant
5. Gouesnac'h
6. Pleuven
7. Saint-Évarzec